# Anteros theleia
Anteros theleia är en fjärilsart som beskrevs av Hans Ferdinand Emil Julius Stichel 1910. Anteros theleia ingår i släktet Anteros och familjen Riodinidae. Inga underarter finns listade i Catalogue of Life.